# هنرپیشه‌های زن
هنرپیشه های زن (به انگلیسی: Actresses) یک فیلم درام کره‌ای ساخته سال ۲۰۰۹ به کارگردانی ای جی یانگ است.